# Kliptown
Kliptown ist ein Stadtteil von Soweto, das wiederum ein Teil von Johannesburg in Südafrika ist. 1955 fand dort der Volkskongress statt, auf dem die Freiheitscharta verabschiedet wurde. 

## Geographie
Das frühere Township Kliptown liegt rund 17 Kilometer südwestlich des Zentrums von Johannesburg, östlich des Flusses Klipspruit („felsiger Bach“). 2011 hatte der Stadtteil offiziell 7548 Einwohner. Er besteht vor allem aus informellen Siedlungen. Die Infrastruktur ist meist schlecht; die Arbeitslosigkeit beträgt rund 70 Prozent.
Westlich liegt der Stadtteil Dlamini, östlich Pimville und südlich Eldorado Park.

## Geschichte

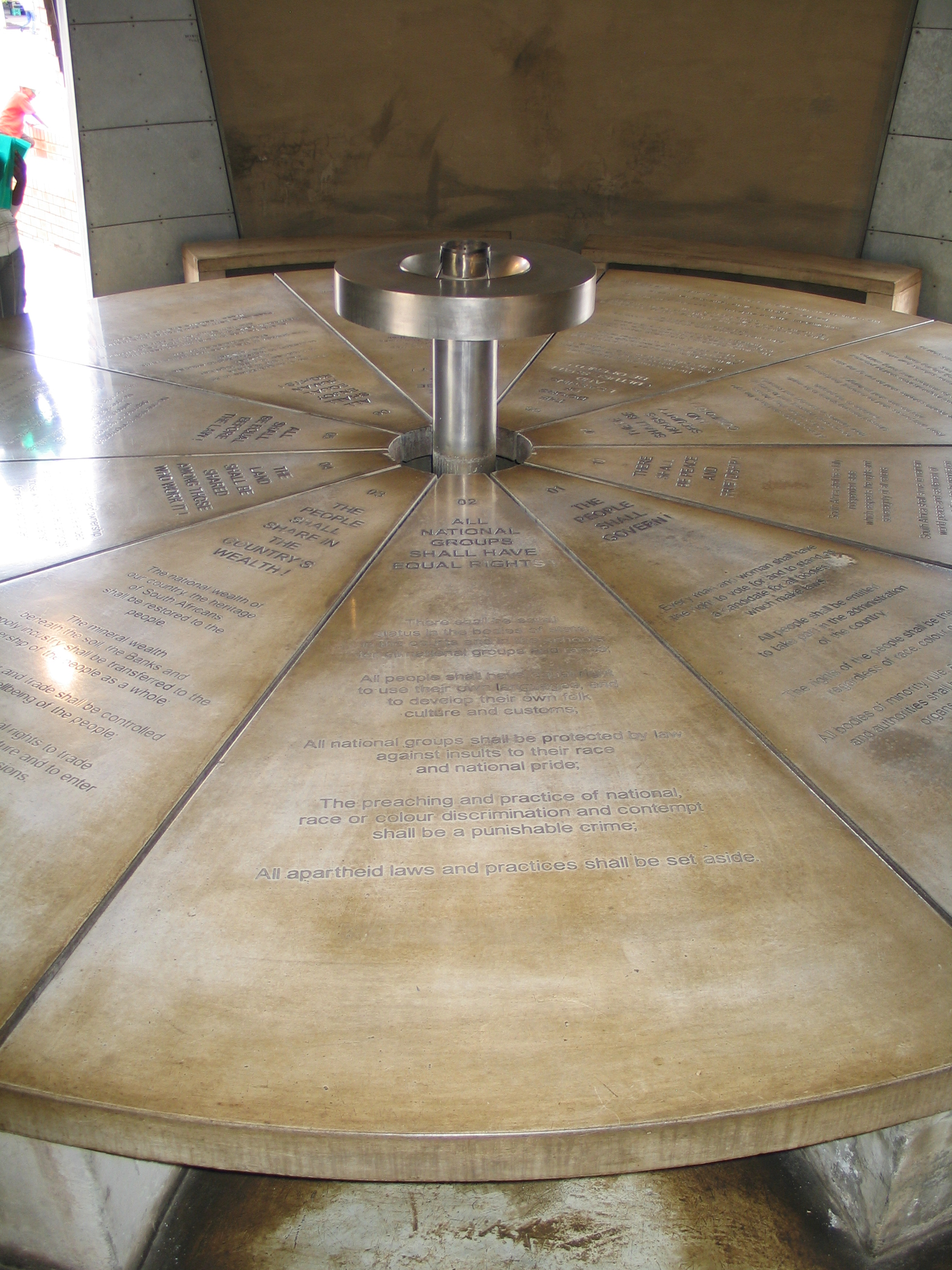
Das Kliptown Freedom Charter Memorial

Der Stadtteil wurde ab 1891 auf dem Land der Farm Klipspruit errichtet und ist damit die erste Siedlung des späteren Soweto. Ab 1903 kam es zum Bau informeller Siedlungen. In der Zeit der Apartheid wurde Kliptown ein Stadtteil für Coloureds. Am 25. und 26. Juni 1955 fand hier unter freiem Himmel der Congress of the People („Volkskongress“) statt, bei dem 3000 Delegierte der Anti-Apartheid-Gruppierungen African National Congress, South African Indian Congress, Congress of Democrats und South African Coloured People’s Organisation gemeinsam die Freedom Charter („Freiheitscharta“) verabschiedeten. Darin forderten sie ein geeintes, nicht-rassisches und demokratisches Südafrika. Das Feld erhielt in den 2000er Jahren die Bezeichnung Walter Sisulu Square of Dedication (etwa: „Walter-Sisulu-Platz der Hingabe“) und wurde zur Station auf der South African Liberation Heritage Route erklärt (etwa „Straße des südafrikanischen Befreiungserbes“).
2007 wurde das privat organisierte Kliptown Youth Program gegründet, das ärmeren Jugendlichen eine Berufsausbildung ermöglichen soll.

## Verkehr
Kliptown liegt nahe der Straße M68 (Motorway 68). Der Bahnhof Kliptown nordöstlich des Stadtteils wird von Regionalzügen bedient. 

## Persönlichkeiten
- Refiloe Jane (* 1992), Fußballspielerin